# Дети железной дороги (фильм)
«Дети железной дороги» (англ. Railway Children) — художественный фильм режиссёра Лайонела Джеффриса. Экранизация одноимённого романа Эдит Несбит 1906 года. В главных ролях — Дина Шеридан, Дженни Эгаттер (ранее участвовавшая в телесериале BBC в 1968 году), Салли Томсетт и Бернард Криббинс.
Премьера состоялась 21 декабря 1970 года в Великобритании.

## Сюжет
1905 год. Уотербери — обеспеченная семья, живущая в роскошной эдвардианской вилле в пригороде Лондона. Чарльз Уотербери, глава семьи, работает в Министерстве иностранных дел. На следующий день после Рождества его арестовывают по подозрению в шпионаже. Жена скрывает это от остальных членов семьи. Семья обеднела и вынуждена переехать в дом под названием «Три трубы» в Йоркшире, который находится недалеко от железнодорожной станции Окворт. По приезде они обнаруживают, что в доме царит беспорядок и кишат крысы. Трое детей, Роберта (по прозвищу Бобби), Филлис и Питер, находят развлечение в наблюдении за поездами на близлежащей железнодорожной линии и машут пассажирам. Они подружились с Альбертом Перксом, портье на станции, и с пожилым джентльменом, который регулярно ездит на поезде в 9:15. Чтобы свести концы с концами, их мать работает писательницей, а также занимается с детьми на дому.

## В ролях
- Дженни Эгаттер — Роберта «Бобби» Уотербери
- Салли Томсетт — Филлис Уотербери
- Гэри Уоррен — Питер Уотербери
- Дайна Шеридан — миссис Уотербери
- Бернард Криббинс — Альберт Перкс
- Уильям Мервин — старый джентльмен
- Иэн Катбертсон — Чарльз Уотербери
- Питер Бромилоу — доктор Форрест
- Энн Ланкастер — Рут
- Гордон Уайтинг — русский
- Беатрикс Маки — тётя Эмма
- Дедди Дэвис — миссис Нелл Перкс
- Дэвид Лодж — руководитель оркестра

## Производство

### Ранние адаптации
В 1943 году роман был адаптирован в виде радиопостановки.
В 1951 году в рамках программы «Детский час» по телевидению был показан сериал с Джин Андерсон в главной роли. Сценарий 1951 года был переработан и адаптирован для телевидения в 1957 году, причем сцены были сняты на ныне закрытой линии Кранли. В 1968 году был снят сериал из семи эпизодов по полностью переработанному сценарию. В последнем сериале снялась Дженни Эгаттер, а для съёмок использовалась только построенная железная дорога Keighley & Worth Valley Railway со станцией в Окуорте.

### Разработка
Режиссёр Лайонел Джеффрис впервые прочитал книгу, когда возвращался в Британию на корабле из США для съёмок в фильме «Читти Читти Банг Банг». Он потерял свои собственные книги и взял «Детей железной дороги» у своей 13-летней дочери Марты. Ему понравилась книга, хотя он признался: «Моя личность так не похожа на тихую романтику этой истории».
Тем не менее он говорит: «Я нашел атмосферу… этой истории как раз подходящей для меня, способ начать развлекать людей и помочь не разрушить нашу индустрию». Сейчас почти не снимают фильмов для детей, для людей среднего и старшего возраста. Я подумал, что это может стать одним из них".
Он купил шестимесячный опцион на права на фильм за 300 фунтов стерлингов и написал сценарий. «Я придерживался сюжета», — сказал Джеффрис. «В противном случае это было бы наглостью — после всего, что, Эдит Несбит пережила за 50 лет».
Джеффрису удалось привлечь финансирование от Брайана Форбса из компании EMI Films, который был заинтересован в создании семейных фильмов. Форбс предложил Джеффрису занять режиссёрское кресло . «Я знал, что среди технического персонала были небольшие ставки на то, сколько я продержусь», — рассказывал Джеффрис позднее.
Джеффрис позднее рассказывал: «Я знал, что мы идем на большой, просчитанный риск, плывя против вседозволенного мейнстрима с такой историей. Всё, что я мог сделать, это снять её как можно более честно: словно задокументировав викторианскую эпоху».

### Подбор актёров
На роль 11-летней Филлис была приглашена Салли Томсетт, хотя на тот момент ей было 20 лет. Контракт запрещал ей раскрывать свой истинный возраст во время съемок фильма, также ей не разрешалось курить или пить во время съемок. 17-летняя Дженни Агуттер сыграла ее старшую сестру Роберту, а Гэри Уоррен — их брата Питера. Ранее Агуттер играла ту же роль в телевизионной экранизации этой истории на канале BBC в 1968 году. Дайна Шеридан сыграла роль матери, а Бернард Криббинс — носильщика Перкса.
Джеффрис признался, что у него было искушение самому сыграть роль Перкса, но в итоге он решил сыграть Криббинса «из-за его прекрасной спокойной комедии».

### Места съёмок
Вдохновлённый экранизацией BBC 1968 года, Лайонел Джеффрис использовал железную дорогу Keighley and Worth Valley в качестве декораций для фильма, называя её, согласно оригинальной истории, «Великой Северной и Южной железной дорогой».

## Восприятие
Фильм стал девятым по популярности в британском прокате в 1971 году и окупил затраты на производство только в Великобритании. Это был один из немногих финансовых успехов работы Брайана Форбса в компании EMI Films. К июню 1972 года фильм принёс компании EMI прибыль в размере 52 000 фунтов стерлингов.
С момента выхода фильм получил повсеместно положительные отзывы и имеет 100 % рейтинг на Rotten Tomatoes, основанный на девяти рецензиях.
5 мая 2010 года был выпущен юбилейный Blu-ray и DVD диск, посвященный 40-летию фильма, с новой цифровой отреставрированной записью. В состав издания вошли новые интервью с Салли Томсетт, Дженни Эгаттер и Бернардом Криббинсом. Запланированный комментарий режиссера Лайонела Джеффриса не был завершен из-за его смерти в феврале 2010 года.

## Награды и номинации
На 24-й церемонии вручения кинопремии BAFTA фильм получил три номинации. Бернард Криббинс был номинирован в категории «Лучшая мужская роль второго плана». Однако в категории, в которой также участвовали Джон Миллс, Колин Велланд и Гиг Янг, награду получил Велланд за роль в фильме «Кес». Салли Томсетт получила номинацию в категории «Лучший дебютант в главной роли», но снова уступила актёру из фильма «Кес», в данном случае Дэвиду Брэдли. Джонни Дуглас также был номинирован на премию Энтони Асквита за музыку к фильму, но награду получил американец Берт Бакарак за музыку к фильму «Буч Кэссиди и Сандэнс Кид».

## Наследие
Фильм оставил неизгладимое впечатление на британскую киноиндустрию и зрителей. В 1999 году Британский институт кино (BFI) поставил «Детей железной дороги» на 66-е место в списке 100 лучших британских фильмов всех времен. Пять лет спустя киножурнал Total Film назвал его 46-м величайшим британским фильмом 20-го века. В 2005 году Британский институт кино включил его в список «50 фильмов, которые вы должны увидеть в возрасте до 14 лет». В 2008 году фильм вошел в список 100 величайших семейных фильмов канала Channel 4 под номером 30, опередив «Корпорацию монстров» и сразу после «Людей в черном» и «Охотников за привидениями».
28 марта 2010 года Международный кинофестиваль в Брэдфорде завершился премьерой отреставрированной цифровой версией фильма «Дети железной дороги», посвященной 40-летию фильма.